# Амбре-Бобаомбі
Амбре-Бобаомбі — вулкан у провінції Анціранана (Мадагаскар) .
Амбре-Бобаомбі — вулканічне поле. Найвища точка — 1475 метрів. Розташований на південь від міста Анціранана, у національному парку Монтань де Амбре.
Вулканічне поле Амбре-Бобаомбі виникло на ранній платформі, що виникла в міоцені. Вже на той період вулканічна активність створила базальтові відкладення, що виникли внаслідок пірокластичних потоків. Третинний і четвертинний період представлений широким спектром магматичних порід: андезити, ріоліти, трахіти, фоноліти та інші. У південній частині вулканічного поля присутні кратери, конуси. У решті даної місцевості ландшафт дуже різноманітний, чимало озер, водоспадів.
Вулканічне поле вкрите розрізненими лісовими масивами, через що цей район Мадагаскару є одним із найвологіших місць на острові. У передгір'ях вулканічного масиву випадає до 3500 мм опадів на рік.